# Playhouse
Playhouse (1991-1997) er et dansk indierock band, der bl.a. ofte spillede i det oprindelige Musikcafe'n i Huset i Magstræde og på københavnske spillesteder som Stengade 30, Rust, Studenterhuset etc.
Bandet havde en række udgivelser der distribueredes i det københavnske undergrundsmiljø, som bl.a. blev anmeldt positivt i Musikmagasinet Gaffa. Playhouse deltog i 1990'erne i en Sony reklamekampagne, som blev optaget på det legendariske Jazzhus Montmartre. Bandet blev i 1997 udvalgt i en P3-konkurrence i programmet "Strax", som resulterede i studiooptagelser med John Aagaard (Aqua manager), der senere blev udsendt på Projection Records. 
Medlemmerne i Playhouse var ex-UCR, ex-Alter Ego, ex-Selig og har enkeltvis senere spillet en rolle i disse sammen med Sort Sol (2001), Frogstone, Martin Hall og jetpetz.

## Udgivelser
- 1997 "Waiting Too Long Time (Projection Records / P-Rec102)